# Hannut
Hannut là một đô thị của Bỉ. Đô thị này nằm trong vùng Wallonie và tỉnh Liege. Tại thời điểm ngày 1 tháng 1 năm 2006, Hannut có tổng dân số 14.291 người. Tổng diện tích là 86,53 km² với mật độ dân số 165 người trên mỗi km².
Hannut có 17 làng: 
Abolens, Avernas-le-Bauduin, Avin, Bertrée, Blehen, Cras-Avernas, Crehen, Grand-Hallet, Lens-Saint-Remy, Merdorp, Moxhe, Petit-Hallet, Poucet, Thisnes, Trognée, Villers-le-Peuplier, và Wansin.
Trận Hannut, bắt đầu ngày 12 tháng 5 năm 1940, là trận đánh giữa các xe tăng đầu tiên trong thế chiến 2.